# رومن دی انئاس

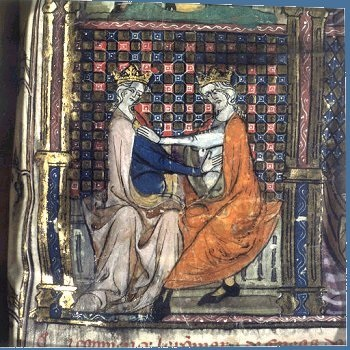

رومن دی انئاس (انگلیسی: Roman d'Enéas) یک رمان عاشقانه از ادبیات فرانسه قرون وسطی است که قدمت آن به ۱۱۶۰ میلادی می‌رسد. به دوبیتی‌های هشت هجایی فرانسوی نوشته شده‌است که مجموعاً کمی بیش از ۱۰۰۰۰ سطر است. موضوع آن داستان آئنیاس است که بر اساس انئید اثر ویرژیل است.